# Aron Pumnul
Aron Pumnul (n. 27 noiembrie 1818, Cuciulata, România – d. 24 ianuarie 1866, Cernăuți, Imperiul Austriac) a fost un cărturar, lingvist, filolog și istoric literar român, profesor al lui Mihai Eminescu, fruntaș al Revoluției Române de la 1848 din Transilvania.

## Biografie
S-a născut în anul 1818, într-o familie de țărani iobagi din Transilvania. După 4 ani petrecuți la Odorhei, unde a urmat cursurile unei școli începătoare, Aron Pumnul își continuă studiile la Gimnaziul din Blaj (1836-1841) unde a făcut 5 clase și apoi la Cluj (1841-1842), unde absolvă cursurile de filozofie. În 1843 este numit profesor de filozofie la Blaj și în același an este trimis ca bursier la Institutul Sfânta Barbara din Viena, pentru a face studii teologice (1843-1846). În anul 1844 înființează la Viena Societatea Teologilor Români, asociație național-culturală a tineretului român aflat la studii în Viena. Pe lângă studiile teologice se ocupă și cu studiul filozofiei, istoriei și filologiei. La întoarcerea de la Viena în 1846 își reia activitatea de profesor de filozofie la gimnaziul din Blaj și devine colaborator al lui Timotei Cipariu alături de care ia parte la întemeierea ziarelor: Organul luminărei (1847, devenit, în 1848 Organul Națiunale), primul ziar românesc cu litere latine și Învățătorul poporului (1848).
Ca participant la Revoluția de la 1848 - 1849 din Transilvania, Aron Pumnul a avut un rol mare ca mobilizator al primei adunări populare din 18-30 aprilie care a precedat adunarea națională din mai de pe Câmpia Libertății. Ca urmare a activității sale revoluționare este condamnat la moarte în contumacie,  de aceea fuge în Țara Românească, în acel timp ocupată de ruși, apoi, prin Moldova, ajunge la Cernăuți.
În 12 februarie 1849 a fost numit, profesor suplinitor de l. română la Institutul teologic, ținând gratuit cursuri și la Obergymnazium în Cernăuți până în 1852, când a fost numit ca profesor definitiv. (O. Lugoșianu, op. cit.).
La sfârșitul lunii noiembrie 1848, este numit prin concurs primul profesor de limba și literatura română la liceul german din Cernăuți, unde, începând cu anul 1861,timp de 3 ani, îl va avea elev pe Eminescu - tânărul poet care, la moartea lui, avea să scrie elegia „La mormântul lui Aron Pumnul”. În poezia sa, Eminescu îl caracterizează "geniu mare al deșteptării Bucovinei". La scurt timp își reia activitatea publicistică în ziarul „Bucovina”, devenind redactorul părții românești. În presa timpului, a susținut o activitate publicistică în Organul luminărei, Blaj, Foaie pentru minte, inimă și literatură, Brașov, Învățătorul poporului etc.
Aron Pumnul a decedat pe 24 ianuarie, 1866. Ceremonia funebră a avut loc la Catedrala din Cernăuți, fiind oficiată de Episcopul Eugenie Hacman. În „Foaia Societăţii pentru Literatura şi Cultura Română în Bucovina” au fost publicate cuvântările funebre ale lui Alexandru Hurmuzachi, Mihai Călinescu, Al. Leşca şi discursul lui Eudoxiu Hurmuzachi, Mareșalul Bucovinei, rostit în 29 februarie 1866, în Dieta Bucovinei.

## Opera

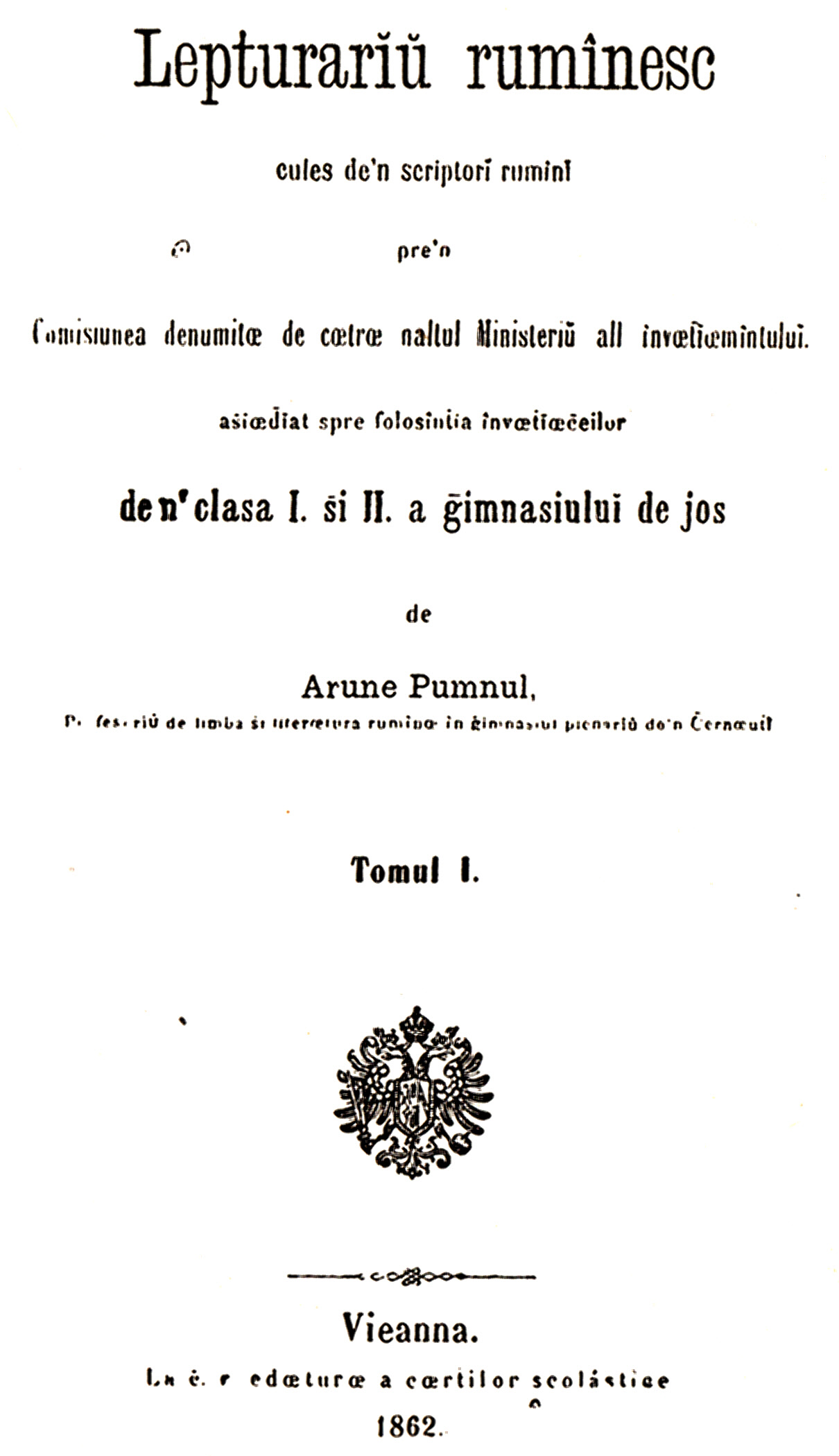
Lepturarĭŭ rumînesc I, 1862 Viena.

Aron Pumnul a fost adept al etimologismului, în Cernăuți publică în 1850: Convorbiri între un tată și fiul lui asupra limbei și literelor românești. Aron Pumnul se desparte de etimologismul Școlii ardelene și creează un sistem fonetic , la fel de exclusivist și nepotrivit cu spiritul limbii române. Adoptarea acestui sistem, împotriva căruia se pronunța și Gheorghe Hurmuzachi, era însă provizorie până la unificarea ortografiei la nivel național.
A alcătuit prima antologie de literatură română (Lepturariu rumînesc cules de'n scriptori rumîni, 5 vol., 1862 - 1865), publicată la Viena, fiind unul din întemeietorii istoriei literare românești. Lepturariul...este prima și cea mai cuprinzătoare antologie a scrisului românesc, care este tipărită în provinciile românești, aflate atunci sub stăpâniri străine.
A elaborat și o gramatică a limbii române pentru școala medie, în limba germană, tipărită la Viena: Grammatik der rumänischen Sprache für Mittelschulen, Viena, 1864.

## Cinstirea lui Aron Pumnul
- Poezia La mormântul lui Aron Pumnul, de Mihai Eminescu (1866)
- În anul 1932, a fost dezvelită o placă comemorativă de marmură pe casa părintească a lui Aron Pumnul, de ASTRA și Liceul Principele Nicolae din Sighișoara.
- Muzeul etnografic „Aron Pumnul” a fost înființat la Cuciulata în 1997.
- În curtea bisericii din Cuciulata a fost ridicat un bust al lui Aron Pumnul.
- La 29 septembrie 2018, pe casa părintească a lui Aron Pumnul, de la nr. 113, a fost dezvelită o placă de marmură, la împlinirea a 200 de ani de la nașterea acestuia și cu prilejul Centenarului Marii Uniri, de ASTRA, comunitatea locală și Primăria Hoghiz.
- O stradă din centrul Făgărașului îi poartă numele: strada Aron Pumnul.